# Aula de Fortificação e Arquitetura Militar
A Aula de Fortificação e Arquitetura Militar foi uma escola portuguesa de engenharia militar, criada no século XVII. No século XVIII, foi transformada na Academia Militar da Corte. É uma das antecessoras da atual Academia Militar.

## História
Extinta a Escola de Moços Fidalgos do Paço da Ribeira ("Escola dos Paços da Ribeira", "Escola da Ribeira"), à época da Dinastia Filipina (1580-1640), que inaugurou em Madrid a "Academia de Matemáticas y Arquitectura", com o advento da Guerra da Restauração da independência portuguesa (1640-1668) impôs-se a necessidade de fundação de uma nova academia de ensino de arquitetura militar. Esta foi fundada em 1647 por decreto de João IV de Portugal (1640-1656).
Localizada na capital do reino (Lisboa), na Ribeira das Naus, nela eram lecionadas a matemática, a fortificação e castrametação, sendo a mesma considerada uma das precursoras tanto do ensino superior militar como do ensino da engenharia no país. Aqui lecionou Luís Serrão Pimentel.
No Brasil, foram fundadas instituições da mesma natureza:
- em 1696, em Salvador na capitania da Bahia, a Escola de Artilharia e Arquitetura Militar;
- em 1698 na cidade do Rio de Janeiro, a Aula das Fortificações e Arquitetura

Outras Aulas foram criadas, à época, na capitania de Pernambuco e na capitania do Maranhão.
No reino, em 1701 foi criada também uma Aula, na cidade de Viana do Castelo, lecionada pelo engenheiro-militar Vila-Lobos, e que teve uma ação expressiva nas cidades fortificadas do Norte do país.
Em 1707, a Aula de de Fortificação foi transformada na Academia Militar da Corte.
Na sequência da criação da Academia Real da Marinha, a Academia Militar da Corte foi encerrada em 1779. Estava prevista a existência de uma escola de engenharia militar, a qual seria frequentada pelos candidatos a oficiais engenheiros, depois de cursarem um curso preparatório na Academia Real da Marinha. Contudo, essa escola só viria a ser criada em 1790, sob a forma de Academia Real de Fortificação, Artilharia e Desenho.